# Marie Gaudin

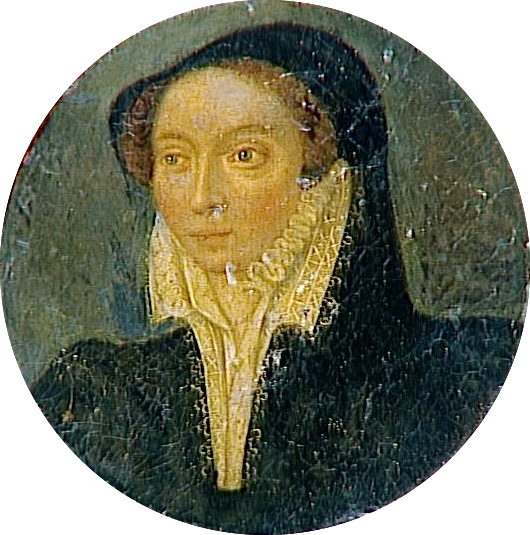
Marie Gaudin, dame de La Bourdaisière, Anonym, 16. Jahrhundert, Schloss Écouen, Musée national de la Renaissance

Marie Gaudin (auch: Gordin, * um 1495; † 1580), Dame de La Bourdaisière (in Montlouis-sur-Loire) et de Thuisseau, war eine Favoritin des französischen Königs Franz I.

## Leben
Marie Gaudin war die Tochter des in Tours lebenden Victor Gaudin, Seigneur de Thuisseau et de La Bourdaisière und Finanzier der französischen Königin Anne de Bretagne († 1514) und Bürgermeister von Tours, und Agnès Morin. Sie heiratete am 28. April 1510 in Tours Philibert Babou (* um 1484, † 1557) Seigneur de Givray, königlicher Notar in Bourges.
Sie galt als schönste Frau ihrer Zeit, war die „Favoritin“ (im Sinne einer inoffiziellen Mätresse) von Franz I. (* 1494, König 1515–1547), die (wesentlich später) mit ihren drei Töchtern „die Gnaden des Königs“ teilte. Auf dieser Beziehung und den sich daraus ergebenden Ämtern und Zuwendungen beruht der sich bald einstellende Reichtum des Paares: 1520 entschieden Marie Gaudin und Philibert Babou, das aus dem 14. Jahrhundert stammende Schloss La Bourdaisière neu zu bauen. Philibert Babou wurde 1523 Trésorier de France et de l’Épargne du Roi, 1524 Surintendant des Finances sowie 1544 Maître de l’Hôtel du Roi und Mitglied im Conseil Privé des Königs.
Am Aufenthalt Franz‘ I. in Bologna im Dezember 1515, bei dem er sich mit Papst Leo X. zu Verhandlungen traf, nahmen auch Philibert Babou und Marie Gaudin teil. Der Papst schenkte ihr in diesen Tagen einen wertvollen Diamanten, der seitdem Diamant Gaudin genannt wird.
Später wurde Marie Gaudin Ehrendame der französischen Königin Eleonore von Kastilien, der Schwester Kaiser Karls V., die seit 1530 mit Franz I. verheiratet war.
Nach Michaud hatten Marie Gaudin und Philibert Babou drei Töchter, ebenfalls „von großer Schönheit“, die als Modell für die Darstellung der „drei Marien“ auf einem Enterrement du Christ zu einem Grabmal in der Schlosskapelle Notre-Dame-de-Bon-Désir von La Bourdaisière dienten (sehr wahrscheinlich das Grabmal Philibert Babous), bei der Marie Gaudin die Jungfrau Maria darstellte. Die Gründung der Kapelle fand am 15. April 1544 statt, Philibert Babou legte in seinem Testament am 9. September 1557, kurz vor seinem Tod, fest, dass er hier bestattet werden wolle, Marie Gaudin erklärte dies 1564.
In der Kirche Saint-Denis in Amboise befindet sich eine Liegefigur (Gisant), die üblicherweise als „Statue der ertrunkenen Frau“ („Statue de la femme noyée“) bezeichnet wird. Bereits 1828 wurde vermutet, dass die Figur aus der 1780 abgerissenen Kapelle Notre-Dame-de-Bon-Désir stamme und es sich um die Grabplatte Marie Gaudins handele. Der Gisant sei vor dem Abriss verlegt worden, befand sich Anfang des 19. Jahrhunderts in der Kirche Saint-Florentin in Amboise, wurde 1864 wurde ins Schloss Amboise gebracht und 1894 in die Schlosskapelle Saint-Hubert. Seit 1904 gilt die Figur als Monument historique – nachdem sie lange Zeit beim Klerus und den Gläubigen als „indezent“, als anstößig galt, da sie unbekleidet ist.

## Familie
Maurie Gaudin und Philibert Babou hatten acht Kinder:
- Jean Babou de La Bourdaisière (1511–11. Oktober 1569), Seigneur de La Bourdaisière et de Thuisseau, Baron de Sagonne (erworben 1542), Maître-général de l’Artillerei de France, Staatsrat; ⚭ (Ehevertrag Blois 6. Dezember 1539) Françoise Robertet (1519–1580), Tochter des Ministers Florimond I. Robertet, Dame d’Alluyes in der Provinz Perche-Gouët, Dame de Sagonne, Ehrendame der französischen Königinnen Katharina von Medici, Maria Stuart und Louise de Lorraine-Vaudémont
- Jacques Babou de La Bourdaisière (1512–24. Dezember 1532), 1528 Bischof von Angoulême
- Philibert Babou de La Bourdaisière (um 1513–25. Januar 1570), 1533 Bischof von Angoulême, 4. März 1561 Kardinal, 1563 Bischof von Auxerre, königlicher Gesandter in Rom
- Léonor Babou de La Bourdaisière, 1557 Panetier du roi
- Claude Babou de La Bourdaisière († 1590); ⚭ 2. November 1534 in Tours, Nicolas Popillon, Baron de Châtel-Montagne († vor 1576), Lieutenant du Gouvernement de Bourbonnais
- François Babou de La Bourdaisière
- Marie Babou de La Bourdaisière; ⚭ (Ehevertrag 10. Mai 1542) Bonaventure Gillier († nach 1581), Baron de Marmande
- Antoinette Babou de La Bourdaisière; ⚭ 10. Mai 1542 René Ligneris, Seigneur d’Azay et d’Auge, X 19. Dezember 1562 in der Schlacht bei Dreux
- Anne Babou de La Bourdaisiére, Äbtissin von Beaumont-lès-Tours

## Weblink
- Etienne Pattou, Famille Babou de La Bourdaisière (online, abgerufen am 6. Juli 2019)